# Contea di Gwydir
La contea di Gwydir è una Local Government Area che si trova nel Nuovo Galles del Sud. Essa si estende su una superficie di 9.452,8 chilometri quadrati e ha una popolazione di 5.425 abitanti. La sede del consiglio si trova a Bingara.